# Septvaux
Septvaux é uma comuna francesa na região administrativa de Altos da França, no departamento de Aisne. Estende-se por uma área de 8,56 km². Em 2010 a comuna tinha 180 habitantes (densidade: 21 hab./km²).